# Поліалк
Поліалк — тиран міста Фери у Фессалії з 390 до 385 року до н. е. Владу здобув після свого батька Лікофрона I.

## Життєпис
Був сином Лікофрона I, першого тирана м. Фер. Ще за життя батька Поліалк став співволодарем, допомагаючи останньому у всіх державних справах. Після смерті Лікофрона Поліалк перебрав владу на себе. Втім він відразу зробив свого брата Ясона співправителем.
Щодо подальшої долі Поліалк немає якихось відомостей. Незабаром повновласним володарем Фер став Ясон.